# Франц Брентано
Франц Клеменс Брентано (на немски: Franz Clemens Honoratus Hermann Brentano) е германски философ и психолог.

## Биография
Роден е на 16 януари 1838 година в Маринберг ам Райн, Прусия, в семейството на известния интелектуалец католик от италиански произход Кристиан Брентано. Негов по-малък брат е икономистът Луйо Брентано. Учи в Берлин, Мюнхен и Тюбинген, като получава научната си степен по философия през 1864 г. Между 1864 и 1874 г. Брентано служи като ръкоположен свещеник във Вюрцбург, пишейки и изнасяйки лекции върху Аристотел. След това той се оттегля от лекторството и от Църквата поради несъгласия с доктрината за папската непогрешимост.
За разлика от книгата по физиологична психология на Вилхелм Вундт, книгата на Брентано Psychology From an Empirical Standpoint („Психологията от емпирична гледна точка“) твърди, че основният метод на психологията е наблюдението, а не експериментирането. Докато съвременникът му Вундт основава психологията като наука чрез експерименталния метод за изучаване на съзнателните процеси и структура, основният метод на Брентано е наблюдението на опита като дейност – акта на виждането на цвета като нещо различно от сензорното съдържание на цвета. Психологията на актовете на съзнанието е повече емпирична, отколкото експериментална, макар че изисква внимателно наблюдение на индивидуалния опит и включва също данни от експериментирането.
Умира на 17 март 1917 година в Цюрих на 79-годишна възраст.

## Научна дейност

### Аристотел и католическата наука
Фигурата на Франц Брентано е важна за т.нар. Аристотелов ренесанс през XIX век. През 1862 г. Брентано защитава своята дисертация „За многозначността на съществуващото според Аристотел“. Рецепцията на античния философ се изгражда в Германия основно чрез трудовете и преводите на Фридрих Адолф Тренделенбург (на когото Брентано посвещава своя дисертационен труд). Текстът си Брентано защитава през 1862 г. в Университета в Тюбинген.
Върху прочита му на Аристотел влияние оказва най-вече схоластичната традиция. Затова съществува разлика между историко-философския проект на Тренделенбург и този на Брентано. В първия случай се чувства силното влияние на школата на Фридрих Шлайермахер заедно със съвременните методи на филологическото изследване. Подходът на Тренделенбург се стреми към автентична реконструкция на учението на древногръцкия мислител. В подхода на Брентано доминира контекста на схоластичната традиция, основно учението на Тома Аквински.
През този период излиза анонимна статия в католическо списание. Нейното заглавие е „Аристотел и католическата наука“. За мнозина съвременници текстът е писан от Брентано. Важността на тази статия е свързана с два основни проблема: от една страна, тя е симптоматична за зачестилия интерес през XIX век към систематизиране и изучаване трудовете на Аристотел, но от друга, изразява състоянието на криза в новоевропейската философия (след т.нар. крах на систематичната философия от Хегелов тип. Едно от последствията е пълното отделяне на частните науки от областта на философията и дискредитирането на т.нар. натурфилософия). Смисълът от изучаване на Аристотел в католическата наука не е свързан с опит за свеждане на християнската култура до елинската. Напротив, според анонимната статия именно в учението на Тома от Аквино следва да се търси ключ към разбиране на Аристотел. Това е така, защото учението за категориите в схоластиката е това на Стагирит, но също и на Тома, т.е. това учение е аристотелианско по своя произход, но допълнено и разширено от схоластичните философи. Разликата е в това, че според античното учение категориите са схеми на крайното, а според християнското – те се свързват със свръхчувственото съдържание на вярата.
Затова и дисертацията на Брентано е възприета като реализация на неосхоластичната философска програма от тогавашните католически среди. Но Брентано разработва собствено обосноваване на метафизиката като в него интегрира идеите на Аристотел в актуалните за времето му философски дискусии. В текста биват фиксирани четири основни значение, според които може да се говори за съществуващото (Seiende):
1. В смисъл на случайно (на гръцки: kata sumbebekos; на латински: accidental);
2. В значение на нещо истинно (на гръцки: aléthés; на латински: veritas);
3. Във възможност и в действителност;
4. Съгласно фигурата на категориите.

Въпросът, който е поставен тук, е: Случайно ли е изведена многозначността на съществуващото от Аристотел (според Тренделенбург, учението за категориите притежава граматическо начало)? За Брентано то е многозначно по аналогия. Според него в А е по-топло от В както В е по-топло от С е отношение по аналогия. Макар дедукцията на категориите на Аристотел да не е запазена, ние сме способни да я реконструираме, тъй като според тезата в дисертацията на Брентано, тази дедукция не е случайно изведена.
Впоследствие тази проблематика (и конкретно този текст) на Брентано оказва силно влияние върху темата за онтологическата разлика във философията на Мартин Хайдегер за битието.